# Campeonato Europeo de Halterofilia de 2024
El CII Campeonato Europeo de Halterofilia se celebró en Sofía (Bulgaria) entre el 12 y el 20 de febrero de 2024 bajo la organización de la Federación Europea de Halterofilia (EWF) y la Federación Búlgara de Halterofilia.
Las competiciones se realizaron en la Arena Sofía de la capital búlgara. 

## Medallistas

### Masculino
| Evento          | Oro                                             | Plata                                         | Bronce                                        |
| --------------- | ----------------------------------------------- | --------------------------------------------- | --------------------------------------------- |
| 55 kg (13.02)   | Anguel Rusev Bulgaria 109 + 135 = 244           | Ramin Shamilishvili Georgia 111 + 130 = 241   | Dzhan Zarkov Bulgaria 102 + 133 = 235         |
| 61 kg (13.02)   | Gabriel Marinov Bulgaria 121 + 160 = 281        | Ivan Dimov Bulgaria 130 + 150 = 280           | Shota Mishvelidze Georgia 125 + 147 = 272     |
| 67 kg (14.02)   | Gor Sahakian Armenia 140 + 171 = 311            | Kaan Kahriman Turquía 142 + 168 = 310         | Ferdi Hardal Turquía 135 + 169 = 304          |
| 73 kg (15.02)   | Bozhidar Andreev Bulgaria 155 + 193 = 348       | Muhammed Özbek Turquía 150 + 186 = 336        | Ritvars Suharevs Letonia 154 + 177 = 331      |
| 81 kg (16.02)   | Oscar Reyes Martínez · Italia · 155 + 191 = 346 | Kristi Ramadani · Albania · 151 + 190 = 341   | Rafik Harutiunian Armenia 154 + 182 = 336     |
| 89 kg (17.02)   | Karlos Nasar Bulgaria 176 + 215 = 391           | Antonino Pizzolato · Italia · 170 + 210 = 380 | Marin Robu Moldavia 171+ 207 = 378            |
| 96 kg (18.02)   | Hakob Mkrtchian Armenia 166 + 209 = 375         | Davit Hovhannisian Armenia 169 + 205 = 374    | Pavel Jadasevich · AIN · 165 + 195 = 360      |
| 102 kg (19.02)  | Yauheni Tsijantsou · AIN · 181 + 217 = 398      | Samvel Gasparian Armenia 180 + 216 = 396      | Garik Karapetian Armenia 182 + 212 = 394      |
| 109 kg (19.02)  | Dadaş Dadaşbəyli Azerbaiyán 176 + 212 = 388     | Jristo Jristov Bulgaria 175 + 205 = 380       | Matthäus Hofmann · Alemania · 172 + 206 = 378 |
| +109 kg (20.02) | Varazdat Lalayan Armenia 205 + 250 = 455        | Simon Martirosian Armenia 190 + 247 = 437     | Eduard Ziaziulin · AIN · 195 + 241 = 436      |

1. 1 2 3  Arrancada (kg) + dos tiempos (kg) = total olímpico (kg).

### Femenino
1. 1 2 3  Arrancada (kg) + dos tiempos (kg) = total olímpico (kg).

## Medallero
| Núm. | País        | Oro | Plata | Bronce | Total |
| ---- | ----------- | --- | ----- | ------ | ----- |
| 1    | Armenia     | 4   | 3     | 3      | 10    |
| 2    | Bulgaria    | 4   | 2     | 1      | 7     |
| 3    | Italia      | 2   | 2     | 0      | 4     |
| 3    | Ucrania     | 2   | 2     | 0      | 4     |
| 5    | Rumania     | 2   | 0     | 0      | 2     |
| 6    | Turquía     | 1   | 3     | 3      | 7     |
| 7    | AIN         | 1   | 1     | 2      | 4     |
| 8    | Polonia     | 1   | 1     | 1      | 3     |
| 9    | Noruega     | 1   | 0     | 1      | 2     |
| 10   | Azerbaiyán  | 1   | 0     | 0      | 1     |
| 10   | Reino Unido | 1   | 0     | 0      | 1     |
| 12   | Georgia     | 0   | 2     | 1      | 3     |
| 13   | Moldavia    | 0   | 1     | 1      | 2     |
| 14   | Albania     | 0   | 1     | 0      | 1     |
| 14   | Francia     | 0   | 1     | 0      | 1     |
| 14   | Israel      | 0   | 1     | 0      | 1     |
| 17   | Alemania    | 0   | 0     | 3      | 3     |
| 18   | España      | 0   | 0     | 1      | 1     |
| 18   | Finlandia   | 0   | 0     | 1      | 1     |
| 18   | Irlanda     | 0   | 0     | 1      | 1     |
| 18   | Letonia     | 0   | 0     | 1      | 1     |
|      | TOTAL       | 20  | 20    | 20     | 60    |